# 820 هـ
820 هـ هي سنة في التقويم الهجري امتدت مقابلةً في التقويم الميلادي بين سنتي 1417 و1418.

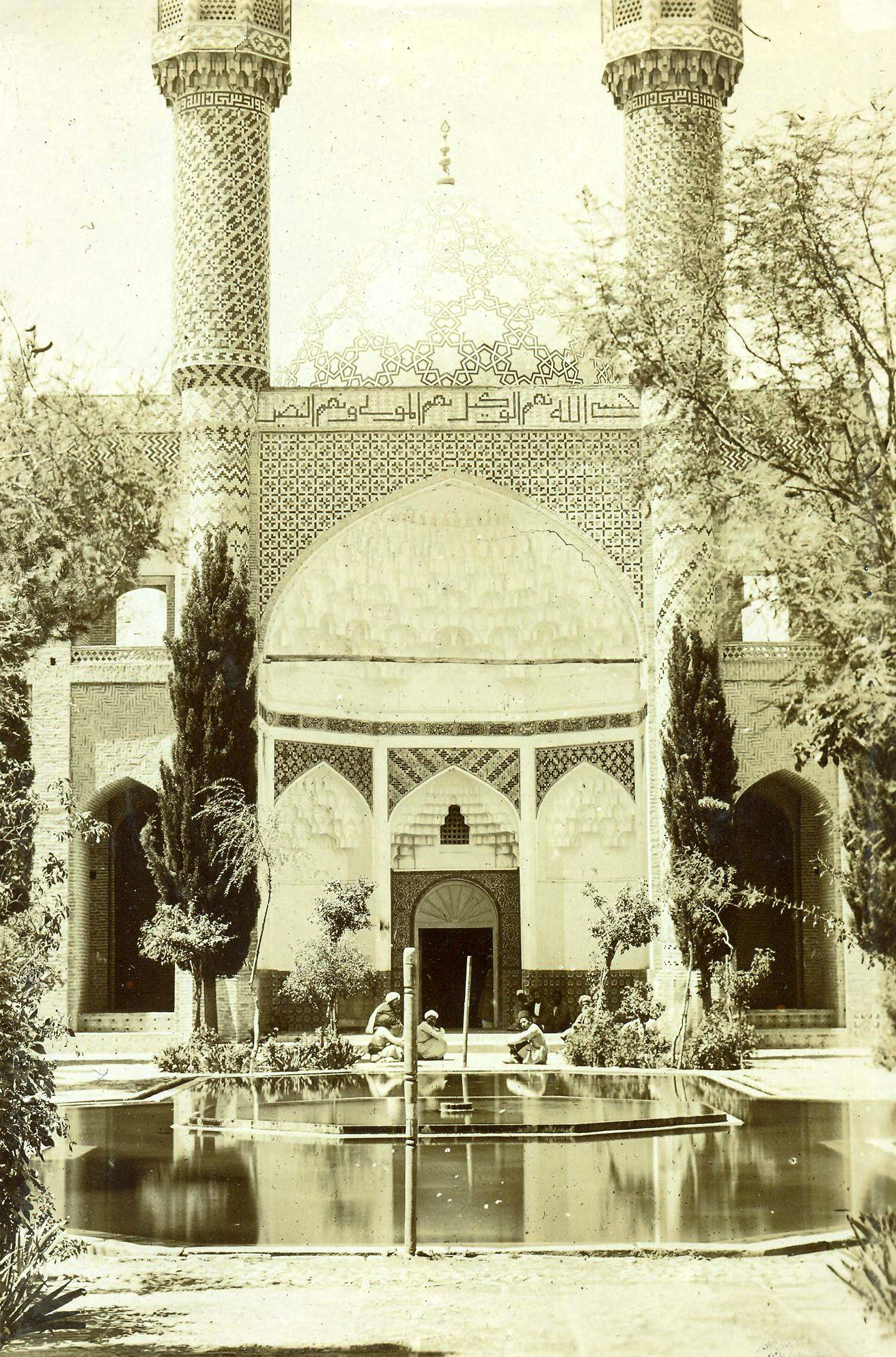
ضريح نعمة الله ولي

## مواليد
- ابن زكري التلمساني

## وفيات
- الناصر بن الأحمر
- حاجي باشا
- نعمة الله ولي